# Mainz Golden Eagles
Die American-Football-Abteilung des TSV Schott Mainz, die Mainz Golden Eagles (MGE), spielt mit mehreren Mannschaften in verschiedenen Alters- und Leistungsklassen. Die Heimspiele finden auf der Bezirkssportanlage in Mainz-Mombach statt. Für die Perfect Season 2015 wurden sowohl die Football-Herren als auch die Damen von der TSV Schott Mainz als Mannschaften des Jahres 2015 im Februar 2016 geehrt.

## Herren-Team
Die Seniors der Eagles spielen aktuell in der Regionalliga. Nach dem Aufstieg im Anschluss an die Saison 2015 konnten die Herren 2016 nur zwei Siege erringen und beendeten die Saison als Tabellenletzter. Allerdings konnten sie in der Regionalliga-Mitte bleiben, da der American-Football-Verband Baden-Württemberg ab 2017 eine eigene Regionalliga betreibt und dadurch in der bisherigen Regionalliga-Mitte zwei Teams wegfielen. Aus diesem Grund wurde entschieden, dass die beiden Mannschaften, die in der vergangenen Saison abgestiegen sind (TSV Schott Mainz Golden Eagles und Frankfurt Pirates), auch in der kommenden Saison 2017 wieder in der Regionalliga antreten dürfen.
Seit September 2024 befindet sich eine Ü16-Flag-Football-Mannschaft im Aufbau. In dieser Klasse können sowohl Damen als auch Herren gemeinsam antreten.

## Damen-Team
Seit 2009 gab es Frauenfootball bei den Mainz Golden Eagles. Sie wurden 2009, 2011 und 2015 Meister der 2. Football-Bundesliga. 2016 und 2017 wurde das Team deutscher Vizemeister in der Damenbundesliga (American Football). Das Damen-Team stellt bis zu ihrer Auflösung 2024 regelmäßig Spielerinnen für die deutsche Nationalmannschaft.

## Jugend-Teams
Im Juniorenbereich sind die Eagles mit einer U16 und U19 im Tackle sowie einer U13 und U16 im Flag Football aufgestellt. Die U19 spielte ebenfalls in der höchsten Jugendklasse, der GFLJ (German Football League Juniors) und konnte die Saison 2016 zwar nicht in die Play-offs einziehen, beendete die Saison jedoch mit einem beachtlichen 3. Platz. 2013 spielte die Mannschaft als U16 erstmals als Mainzer Jugendmannschaft die „Perfect Season“: Sie gewann alle Saisonspiele (6-0-0) mit einer Punkteausbeute von 152:56.
Im Jahr 2024 treten sowohl eine U13- als auch eine U16-Mannschaft im Flagfootball an.
Die U16-Mannschaft wurde 2023 gegründet und konnte bereit in der ersten Saison unter Headcoach (HC) Sebastian Wolf den dritten Platz erreichen. Nach der Sommersaison 2023 wurde die Position des HC von Ben Fuhr übernommern. An seiner Seite übernahm Ibrahim Ismail die Funktion des Defensive Coordinator. Am 29. September 2024 konnte die Saison mit einer „Perfect Season“ abschlossen werden. In einem spannenden Finalturnier gegen die Favoriten Rhein-Main-Rockets Offenbach und Kelkheim Lizzards konnte sich die U16 der Golden Eagles durchsetzen und dadurch die inoffizielle „Hessenmeisterschaft“ in der U16 Flagliga Mitte für sich entscheiden.
Eine U16 sowie eine U19 Tacklemannschaft befindet sich im Aufbau und möchten in der Saison 2025 im Ligabetrieb antreten. Deren Headcoach ist Ibrahim Ismail. Unterstützt wir dieser von seinem DC Kevin Sacher.
Im Jahr 2025 soll zum ersten Mal auch eine U10 Flag-Mannschaft angeboten werden.